# Daneborg
Daneborg è una stazione della Groenlandia di 12 abitanti permanenti. Si affaccia a est sul Mare di Groenlandia e si trova a 44 metri sul mare; è situata nel Parco nazionale della Groenlandia nordorientale, fuori quindi da qualsiasi comune. Viene usata come sede della Pattuglia Sirius; è il più popoloso dei quattro insediamenti permanentemente popolati del parco (gli altri tre sono Danmarks Havn, Nord e Mestersvig).